# Tretja pot (fašizem)
Tretja pot je besedna zveza, ki se je v času hladne vojne uporabljala za ideologijo neuvrščenosti, danes pa v glavnem pomeni kombinacijo svetovne globalizacije z državnimi posegi v gospodarstvo. Zaradi določene podobnosti teorij se izraz uporablja tudi za pojasnjevanje italijanskega fašizma, v kolikor so se Mussolini in njegovi sodelavci posluževali oznake tretja pot za svoje zavračanje tako kapitalizma kot marksizma. Tretja pot fašizma je bila samo tedanji izraz za neuvrščenost med obstoječa svetovna nazora, to je za teorizacijo politične, kulturne, socialne in gospodarske alternative marksističnim in kapitalističnim naukom.

## Ozadje
Za razumevanje tedanjega javnega mnenja je treba predvsem upoštevati skrajno nezadovoljstvo, ki je vladalo po vsej državi po prvi svetovni vojni. Ljudje so morali ugotavljati, da je vojna prinesla samo obubožanje in nazadovanje, zato so zahtevali konkretno vladno intervencijo. V teku tako imenovanega rdečega dveletja so se vrstili organizirani protesti in stavke po vsej državi; samo na severu se je leta 1919 zvrstilo kar 1800 stavk. Vlada ni bila dovzetna za nikako podporo delavcem in kmetom, nasprotno, njihove zahteve so bile sprejete kot dokaz socialistične revolucije. Stavkajoči so bili enostavno le “boljševiki” in oblasti so pošiljale nadnje policijo. Vendar so bili tudi policisti del nezadovoljnega ljudstva in se niso znašali nad protestniki. To je dalo škvadristom možnost, da so ustregli svoji napadalnosti. Za vlado so bili ti fašistični nasilneži dobrodošli in njihovi izgredi upravičeni.
Med odmevnejša nasilja škvadristov se prišteva požig Narodnega doma v Trstu in bombni napad na socialistično zborovanje v Benetkah, vendar je bila njihova glavna dejavnost uperjena proti stavkajočim kmetijcem in proti industrijskim delavcem, ki so zasedali tovarne. Ko so na splošnih občinskih volitvah ponekod prevladali socialisti, predvsem v Emiliji – Romanji in Toskani, so fašisti začeli načrtno pustošiti občinske sedeže in pisarne, kar je dovolilo vladi razpustitev lokalne uprave in imenovanje vladnega komisarja. Nekateri časopisi so objavili vladni poziv k prenehanju takih nestrpnosti, “čeprav so le odgovor na socialistično nasilje”.

## Začetne teorije
Fašistična stranka Fasci italiani di combattimento je nastala marca 1919 v Milanu, na trgu San Sepolcro (trg Božjega groba), zato se včasih obravnava kot stranka sansepolkristov. Udeleženci so uvodoma ugotovili, da so evropske liberalne monarhije, socialdemokracije in demokracije le dekadentne plutokracije v rokah strankarjev in prostozidarjev. Sploh naj bi bil sam pojem demokracije paradoksalen: demokratična politika namreč sprejema opozicijo, a ko slednja postane številčnejša, bi morala demokracija “demokratično” odstopiti in se prilagoditi novemu stanju, kar pomeni, da je popolna demokracija samo utopija. Poleg tega so ugovarjali istovetenju demokracije s svobodo, ker namiguje na enačenje nedemokratskih sistemov z zatiranjem; v resnici naj bi bila možna tako demokracija brez svobode kot tudi svoboda brez demokracije. Po mnenju sansepolkristov naj bi bila rešitev problema demokratičnosti samo v nadstrankarski vladi, vendar naj bi taka vlada mogla nastati le s pomočjo močne stranke, ki bi vse ostale stranke prevladala in bi se po namestitvi vlade ukinila.
Sansepolkristi so bili mnenja, da so našli alternativo obstoječemu stanju in rešitev socialnih problemov kapitalizma in pravnih nesoglasij komunizma. Mussolini je nastanek stranke tako upravičil: “Fasci italiani di combattimento niso stranka, temveč proti-stranka. Niso propagandistična organizacija, temveč borbena organizacija. Ne stremijo za pridobivanjem članov ali pobiranjem prispevkov, želijo akcijo. Nimajo nespremenljivih programov. Ne mislijo, da bodo živeli na vekomaj. Ne obljubljajo raja na zemlji in vesoljne sreče. V širši demokraciji civilizacije predstavljajo elito poguma. Ker zagovarjajo popolno svobodo misli in dejanj, so nujno proti demagogiji. So brezobzirni in znajo pluti proti toku. Gre za skupnost ljudi, ki izhajajo iz različnih smeri in se združujejo zaradi skladnosti pogledov in podobnih idealov.”

## Primerjava s socializmom
Od vsega začetka je bila vodilna ekonomska teorija fašizma odločni statalizem, to je popolni nadzor države nad vsemi gospodarskimi in kulturnimi panogami. Ta nadzor je bil sicer potreben iz gospodarskih in političnih razlogov, ki so narekovali kult države, je pa v praksi pomenil socialistično ureditev narodne ekonomije. Prav tako je bila prepoved vseh dotedanjih sindikatov in uvedba enotnega državnega sindikata zelo podobna odločitvam komunističnih režimov. Celo skrajna avtarkija, ki jo je fašizem organiziral dejansko iz potrebe po preživetju v času embarga, se da primerjati s teorijami o samozadostnosti socialističnih držav. Tudi korporativizem, ki je bil ena od osnovnih teorij fašizma, v bistvu pomeni posredno podržavljanje industrije in bančništva. Mladinske organizacije so v Italiji vzgajale “balille”, v socialističnih državah pa “pionirje”. Nenazadnje, celo represije svobode tiska in besede so bile uvedene tako v fašizmu kot v komunizmu. Iz teh in podobnih primerjav naj bi bila jasno razvidna fašistična opredelitev za socialistično ideologijo.

## Postopna sprememba politike
Začetne teorije fašizma se vidno opirajo na originalno usmerjenost gibanja, predvsem na izrecno socialistično idejo o neustreznosti demokratskega sistema. Glavni namen sansepolkristov namreč ni bil enostavno širjenje socializma, temveč predvsem nasprotovanje nesposobni vladi, kar so mislili doseči s podcenjevanjem demokracije in povzdigovanjem socialistične reforme. Šele po ugotovitvi, da se ljudstvo dejansko boji socializma in komunizma, je fašistična stranka opustila njuno poveličevanje in počasi pristala na splošno mnenje, da so socialisti “nevarni”. To je pa bilo tudi prikrito priznanje, da se je treba nevarnosti zoperstaviti, kar je takoj sprožilo nastanek nasilja. Vendar se to nasilje ni udejanilo proti vladi ali državnim organom ali državni politiki, kar je bil prvotni namen fašizma. Strah pred revolucijo ruskega tipa je le povzročil splošno mržnjo do socialistov in opravičil nasilje proti njim.
Fašizem, ki je od vselej strogo nasprotoval demokraciji, je tako začel nasprotovati tudi socializmu, a z občutno razliko: medtem ko je kritika demokracije ostala samo v besedah, je mržnja socializma prešla v oborožen napad. Po današnjih presojah si škvadristi, vsaj na začetku, niso upali odkrito napasti vladnih organov, predstavnikov demokracije, so se pa znašali nad neorganiziranimi zagovorniki socializma. Zgodovinska posledica je razvidna v dokaj splošnem prepričanju, da je bil fašizem uperjen izključno proti socializmu in komunizmu, kar ga avtomatično postavlja med skrajno desničarska gibanja.

## Novo razmerje sil
V času po prvi svetovni vojni, ko sta se glavna svetovna nazora, kapitalizem in komunizem, odločno postavila vsak na svojo ideološko skrajnost, je fašizem predlagal alternativo. Tretja pot naj bi prevzela nekaj stališč iz vsake od dveh političnih skrajnosti: ideal naj bi bila federalna republika s konkurenčno ekonomijo in visoko razvito socialo. Ni šlo le za gospodarski sistem, temveč za novo politično smer. Dejansko je namreč fašizem zagovarjal uvajanje korporativizma, kjer naj bi večje skupine (korporacije) gospodarstvenikov in socialnih delavcev vodile državno ekonomijo pod nadzorstvom vlade. Privatna iniciativa torej ni bila ogrožena, vendar se je morala podrediti političnim okoliščinam. Poudarek je bil spet na “veličini države”, ki se ne podreja tujim ideologijam, temveč zna sama izbrati najboljšo pot.
V resnici je realizacija tretje poti privedla do nekaterih vidnih sprememb.  Reorganizacija sindikatov, davčna reforma in podpiranje industrije so utrdili večja podjetja in proizvodne sisteme. Socialna varnost, zdravstveno zavarovanje in pokojninski sistem so bili posodobljeni in popolnoma podržavljeni. Takratno podržavljenje nekaterih ustanov splošnega pomena, ki je na začetku zgledalo le kot izraz statalizma, se je po drugi svetovni vojni, to je v manj dramatičnih okoliščinah in v drugačni politični ureditvi države, celo izkazalo za izredno pomembno in je v veliki meri sprožilo italijanski gospodarski čudež petdesetih let.
Negativne posledice izvajanja tretje poti so prizadele v največji meri tako privatnike kot podjetja na skrajnih stališčih komunizma in liberizma, ki se niso prilagodili določenemu odstopu od svojih prepričanj. Za te osebe in podjetja je bil vsak sporazum nesprejemljiv, zato so po večini končali v konfinaciji oziroma v stečaju. Fašizem je v teh primerih jasno nastopil kot totalitarni režim. Med negativnimi učinki tretje poti je vredno omeniti tudi povečanje dohodkovne razlike med severom in jugom države, ki jo je pripisati neenakomernemu razvoju in neustreznim zakonskim ukrepom.

## Italijanska socialna republika
V Kraljevini Italiji je moral fašizem deliti oblast z raznimi drugimi silami, predvsem s katoliško cerkvijo in monarhijo, pa tudi s prostozidarji in predstavniki vojske, financ in aristokracije, ki so ga sicer včasih javno podpirali, večkrat pa ovirali. V Salojski republiki so bile te sile močno okrnjene, v glavnem vsled uničujočega poteka druge svetovne vojne. Tako je Mussolini skušal uvesti režim, ki si ga je bil zamislil od vsega začetka, to je tretjo pot med demokracijo in socializmom, ki jo je predvsem škvadristično nasilje postavilo v ozadje. Ob podpori sposobnih politikov in ekonomistov je zasnoval državo na osnovi socializacije, korporativizma in valutarne solidnosti. Poudarek je spet bil na socialističnih temeljih in značilnostih: “Naši programi so povsem revolucionarni, naše ideje so med tistimi, ki jih demokratični režim imenuje “levičarske”, naše ustanove so direktna posledica naših programov, naš ideal je Država Dela. O tem ni dvoma: mi smo proletarci v boju na življenje in smrt proti kapitalizmu. Smo revolucionarji, ki iščejo novo smer. V kolikor je to resnica, je absurdno, da se obračamo na aristokracijo pod pretvezo rdeče nevarnosti. Resnično strašilo, prava nevarnost, grožnja, ki se ji stalno zoperstavljamo, prihaja iz desnice. Zato nas sploh ne zanima sodelovanje s kapitalistično buržoazijo proti rdeči nevarnosti, ki naj bi nam pretila: tudi v najboljšem slučaju bi šlo za zahrbtno zaveznico, ki bi nas skušala izrabiti za svoje namene, kakor je že večkrat uspešno storila. Popolnoma odveč je, da bi izgubljal besede zanjo. Ne samo odveč, je celo škodljivo, ker nas – resnične revolucionarje vseh vrst – buržoazija vključuje med reakcionarje, čigar jezik včasih uporabljamo.” (Enzo Pezzato, v republiškem dnevniku La Repubblica Fascista z dne 22. aprila 1945)
Socialna republika je pa premalo trajala, da bi lahko obnovila in uresničila utopistično zamisel tretje poti.

## Opomba
1. ↑  Najbolj obširna operacija je bila vključitev v državni zavod IRI treh največjih bank, vseh proizvajalcev orožja, telekomunikacij in električne sile ter večine siderurške industrije in ladjedelnic. Na ta način je prešla pod državni nadzor četrtina kapitala vseh delniških družb. Ta kapital je podprl sodelovanje s privatno industrijo in tako omogočil obširne razvojne podvige, na primer gradnjo avtocest.